# Björn Olsson (fotograf)
Björn Lennart Olsson, född 23 februari 1967, är en svensk fotograf och skidskytt. 
1985 tog han sitt första svenska mästerskapsguld i skidskytte.
Han blev därefter uttagen i svenska juniorlandslaget för att 1991 avsluta sin skidskyttekarriär.
Björn Olsson började en ny bana som fotograf och belönades med tredjepris i sportkollektion när Pressfotografernas klubb delade ut priser i Årets bild 1997. Under sin tid som pressfotograf har han bevakat 11 september-attackerna i New York 2001,
gisslandramat på Dubrovkateatern i Moskva 2002 och Terrordåd i Istanbul 2003.
Han är bosatt i Göteborg.

## Kuriosa
Björn Olsson blev tillfrågad av sin namne musikern och skivproducenten Björn Olsson att medverka som fotograf på countrysångaren Alf Robertssons sista skiva "En flisa av granit".